# Kostakis Costa
Kostakis Costa (Glasgow, 4 januari 1969) is een Cypriotisch voormalig voetballer die als middenvelder voor onder meer APOEL Nicosia en FC Utrecht speelde.

## Clubcarrière
Kostakis Costa startte zijn carrière bij APOEL Nicosia, waar hij in totaal 9 seizoenen zou spelen. Daarna speelde hij een seizoen bij FC Utrecht, om vervolgens weer terug te keren naar Cyprus om te gaan spelen bij Apollon Limassol. Hierna kwam hij nog even uit voor Olympiakos Nicosia